# توافق شبكي
التوافق الشبكي أو المناسبة الشبكية أو التطابق الشبكي أو التناسب الشبكي (بالإنجليزية: Retinal correspondence)‏ هي العلاقة الخلقية بين الخلايا البصرية الشبكية المقترنة في العينين. تُحفز صور الجسم الواحد كلا الخلايا، والتي بدورها تنقلُ المعلومات إلى الدماغ، مما يسمحُ بحدوثِ انطباعٍ بصريٍ واحدٍ محلي في نفس الاتجاه في الفراغ.

## الأنواع
- التوافق الشبكي المُعتدل أو التوافق الشبكي الطبيعي (يُدعى اختصارًا NRC): هي حالة ثنائية العينين، تعملُ فيها كلا النقرتين المركزيتين معًا كنقطةٍ لتوافق الشبكية، وينتجُ عنها صورٌ مُدمجة في القشرة البصرية في الدماغ.[2]
- التوافق الشبكي غير الطبيعي أو التوافق الشبكي الشاذ (يُدعى اختصارًا ARC)، ويُدعى أيضًا التوافق الشبكي المُعتل: هو تكيفٌ حسي ثنائي العينين، يهدف لتعويضِ انحرافِ العين طويل الفترة (أي الحول). نقرة العين السلمية ونقطة الشبكية (غير النقرة) للعين المُنحرفة تعملان معًا، مما يسمح أحيانًا بالرؤية ثنائية العينين.[2]